# Insigna „Pentru apărarea Transnistriei”

Insigna "Pentru apărarea Transnistriei"

Reversul insignei "Pentru apărarea Transnistriei"

Insigna "Pentru apărarea Transnistriei" (în rusă Нагрудный знак "За оборону Приднестровья") este una dintre decorațiile auto-proclamatei Republici Moldovenești Nistrene. Ea a fost înființată prin decretul nr. 75 al președintelui RMN, Igor Smirnov, din data de 17 iunie 1994.

## Statut
1. Insigna "Pentru apărarea Transnistriei" a fost înființată pentru recompensarea îndeplinirii sarcinilor militare în interesul Republicii Moldovenești Nistrene. 
2. Cu Insigna "Pentru apărarea Transnistriei" sunt decorați militarii și angajații civili ai ministerelor: apărării, securității naționale, afacerilor interne, justiției și altor subdiviziuni militarizate, precum și alți cetățeni ai Republicii Moldovenești Nistrene. De asemenea, pot fi decorați și cetățenii altor state. 
3. Acordarea Insignei "Pentru apărarea Transnistriei" are loc:
a) în timpul îndeplinirii sarcinilor militare cu privire la apărarea republicii;
b) în protejarea frontierei de stat;
c) în alte circumstanțe și condiții, legate de apărarea Republicii Moldovenești Nistrene.
4. Insigna "Pentru apărarea Transnistriei" se poartă pe partea dreaptă a pieptului și când deținătorul are și alte decorații, este aranjată înaintea acestora.

## Descriere
Insigna "Pentru apărarea Transnistriei" are formă de scut cu o înălțime de 46 mm și o lățime de 36 mm. În partea de sus a scutului se află o bandă de smalț emailat roșu cu inscripția "За оборону Приднестровья" ("Pentru apărarea Transnistriei"), iar în partea de jos intersectează scutul un steag cu inscripția "Приднестровская Молдавская Республика", fiecare cuvânt fiind scris pe câte una din benzile steagului. În partea centrală a scutului se află imprimată în relief statuia generalului Alexandr Suvorov din Tiraspol, monumentul având având în partea de jos o sabie și o armă automată încrucișate.
Pe cadrul lateral violet al scutului se află o ramură de lauri în partea stângă și o ramură de stejar în partea dreaptă. Cele două ramuri se intersectează în partea de jos a insignei. De la baza scutului pornesc câte patru raze solare, în stânga și în dreapta scutului și ajung până la jumătate din înălțimea scutului. Toate imaginile și inscripțiile insignei sunt convexe. Aversul insignei este oxidat.
Reversul insignei are în mijloc un cadru cu lățimea de 3 mm, unde se află un ac pentru prinderea de haine. 